# Ljubomir Mihajlović
Ljubomir Mihajlović (Belgrado, 4 de setembro de 1943) é um ex-futebolista profissional sérvio, que atuava como defensor.

## Carreira
Ljubomir Mihajlović fez parte do elenco da Seleção Iugoslava de Futebol da Eurocopa de 1968. [carece de fontes?]

## Títulos
- Eurocopa de 1968 - 2º Lugar